# بروت پاهور
بروت پاهور (انگلیسی: Borut Pahor؛ زاده ۲ نوامبر ۱۹۶۳) یک سیاست‌مدار اهل اسلوونی است. وی از دسامبر ۲۰۱۲ تاکنون رئیس‌جمهور اسلوونی بوده‌است.